# Prix Boubou Hama
Der Prix Boubou Hama (Boubou-Hama-Preis) ist ein staatlicher Literaturpreis in Niger.
Er wird seit 1989 in unregelmäßigen Abständen von der Regierung an nigrische Schriftsteller und Wissenschaftler vergeben. Der Preis ist nach dem nigrischen Autor und Politiker Boubou Hama (1906–1982) benannt. Die Initiative zur Schaffung des Preises ging vom Filmregisseur Inoussa Ousséïni aus. Zunächst mit einer Million CFA-Franc dotiert, wurde das Preisgeld 2015 auf zwei Millionen CFA-Francs erhöht.
Die bisherigen Preisträger sind:
- 1989: Ibrahim Issa (posthum)
- 1991: André Salifou
- 1992: Kélétigui Mariko
- 1993: Abdoulaye Mamani
- 1996: Adamou Idé
- 1997: Idé Oumarou
- 1999: Boubé Gado[1]
- 2015: Diouldé Laya (posthum)[4]